# Artur Văitoianu
Artur Văitoianu (1864-1956) est un homme politique et militaire roumain qui fut Premier ministre de Roumanie.

## Biographie
Il est né à Smeilu en Principauté de Moldavie. Il fait sa carrière dans l'armée roumaine et participe en particulier à la bataille de Mărăști comme commandant du 2e Corps puis à la guerre hungaro-roumaine de 1919.

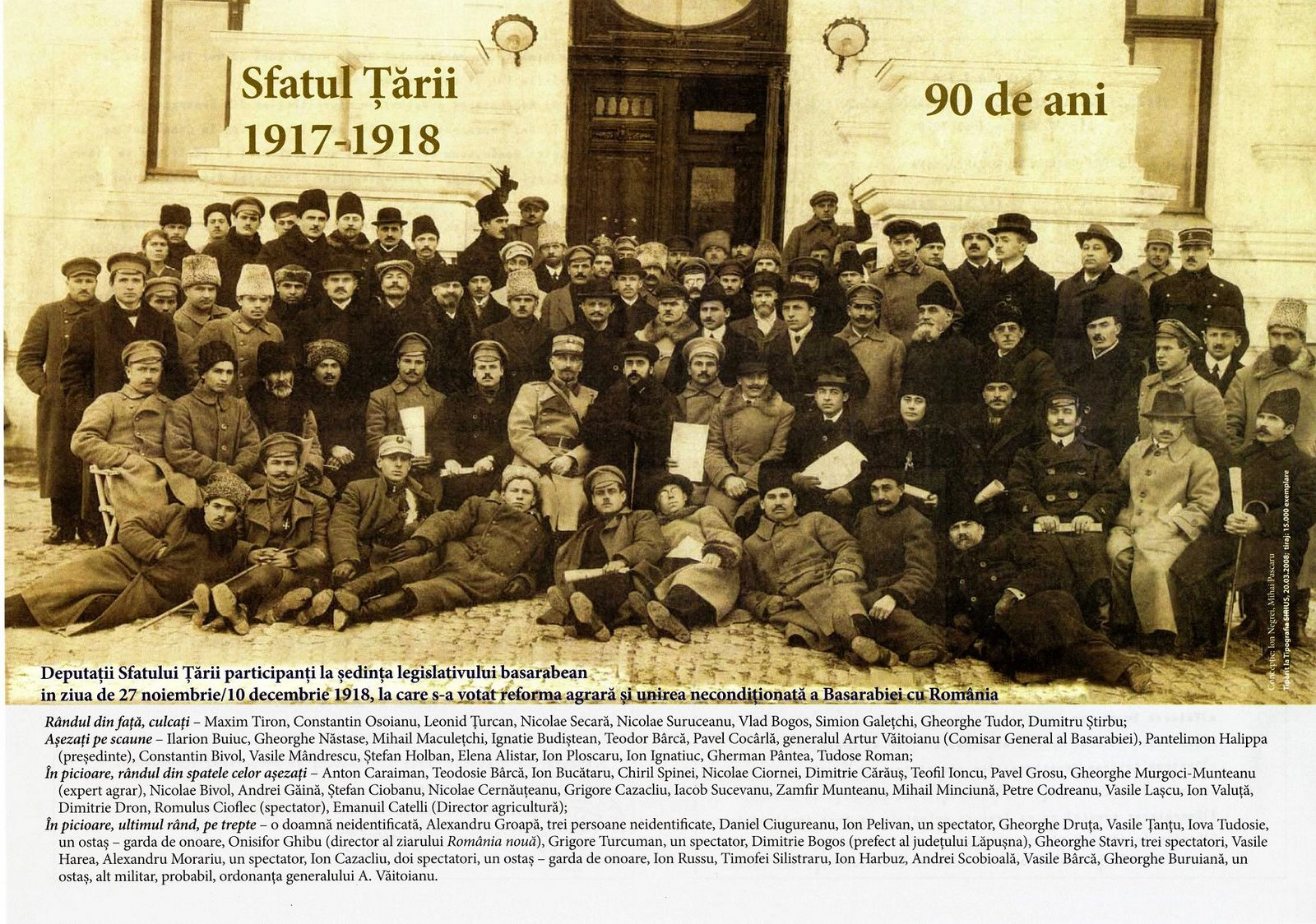
Le Palais Sfatul Țării le 10 décembre 1918 avec Gherman Pântea, Artur Văitoianu, Pantelimon Halippa, Elena Alistar, Daniel Ciugureanu.

Il est ministre de la Défense de Roumanie de novembre 1918 à septembre 1919, puis Premier ministre de Roumanie d'octobre à décembre 1919. Son gouvernement a pour mission d'organiser les premières élections au suffrage universel. Il rassemble de nombreux généraux et est proche du parti national libéral.